# Otoño en Nueva York (película)
Otoño en Nueva York (título original Autumn in New York) es una película del año 2000 del género romántico y dramático dirigida por Joan Chen y protagonizada por Richard Gere, Winona Ryder y Anthony LaPaglia.

## Sinopsis
Will Keane es el propietario de uno de los restaurantes más famosos y prestigiosos de Nueva York. Su carisma y seguridad le convierten en un imán para las mujeres, con las que se relaciona sin comprometerse. Cuando conoce a la joven Charlotte Fielding, la diferencia de edad sale a relucir para Keane, pero para ella no tiene relevancia. Charlotte es una chica independiente y vital que pulveriza los prejuicios de Will sobre el amor la edad y la vida. Sabedora de que debe vivir la vida al máximo, Charlotte le muestra a Will una impresionante capacidad de amar y le proporciona una visión que va más allá de su edad. Todo parece perfecto, salvo que su relación no tiene futuro.

## Reparto
- Richard Gere como Will Keane.
- Winona Ryder como Charlotte Fielding.
- Anthony LaPaglia como John Volpe.
- Elaine Stritch como Dolores "Dolly" Talbot.
- Vera Farmiga como Lisa Tyler.
- Sherry Stringfield como Sarah Volpe.
- Jill Hennessy como Lynn McCale.
- JK Simmons como Dr. Tom Grandy.
- Sam Trammell como Simon.
- Mary Beth Hurt como Dr. Paul Sibley.
- Kali Rocha como Shannon
- Steven Randazzo como Alberto.
- George Spielvogel III como Netto.
- Ranjit Chowdhry como Fakir.
- Audrey Quock como Eriko.
- Tawny Cypress como Melissa.